# Saurophaganax
Saurophaganax (лат.) — сомнительный род крупных вымерших ящеротазовых динозавров (возможно, завропод), окаменелые остатки которого были найдены в отложениях позднего юрского периода (киммеридж) формации Моррисон в Оклахоме, США. Исторически этот таксон считался синонимом аллозавра или очень крупным аллозавридом, однако повторное изучение приписываемых ему остатков показало, что род является химерой, так как некоторые образцы, скорее всего, принадлежат диплодоцидам, в то время как другие могут быть отнесены к новому виду аллозавров.

## История изучения и наименование

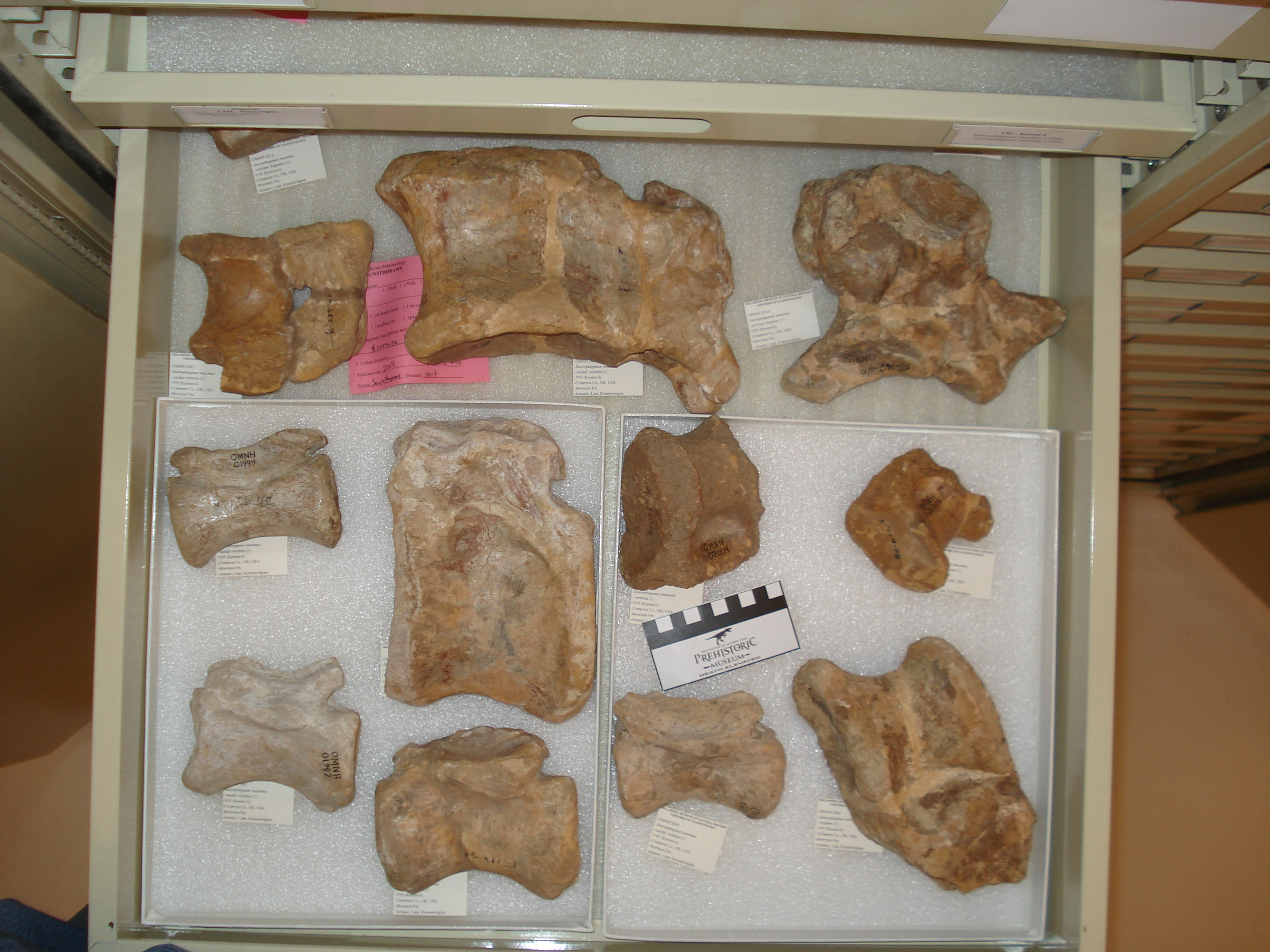
Позвонки, исторически отнесённые к Saurophaganax, Музей естественной истории Оклахомы

В 1931 и 1932 годах  Джон Уиллис Стовалл обнаружил остатки крупного теропода неподалёку от Кентона в округе Симаррон (штат Оклахома), в слоях позднего киммериджского яруса. В 1941 году Стовалл в статье журналистки Грейс Эрнестины Рэй назвал их «Saurophagus maximus». Родовое название происходит от др.-греч. σαυρος («ящерица») и др.-греч. φάγειν(«поедать») и означает «пожиратель ящериц». Видовой эпитет «maximus» в переводе с латинского означает «самый большой». Поскольку статья об открытии не содержала описания нового таксона, название оставалось nomen nudum. Тем не менее, в 1987 году Спенсер Джордж Лукас ошибочно сделал образец OMNH 4666 (большеберцовая кость) лектотипом Saurophagus , не зная, что род был nomen nudum.
Позже выяснилось, что название «Saurophagus» уже было занято: в 1831 году Уильям Свенсон дал это название птице (ныне — один из синонимов большой питанги). В 1995 году Даниэль Чур описал остатки и переименовал род в Saurophaganax, добавив суффикс др.-греч. αναξ ("правитель"); он также счел лектотип OMNH 4666 недиагностичным, поэтому назначил позвоночную дугу (OMNH 1123) в качестве голотипа. К Saurophaganax maximus была отнесена большая часть образцов, приписанных «Saurophagus» (разрозненные кости по меньшей мере от четырех особей).
В 2024 году Дэнисон и его коллеги пересмотрели образцы, отнесённых к Saurophaganax maximus, включая фрагментарную черепную коробку (OMNH 1123). Они пришли к выводу, что голотип нельзя с уверенностью отнести ни к тероподам , ни к завроподам, хотя некоторые особенности строения сближают позвонок с позвонками апатозавра. Некоторые упомянутые образцы, скорее всего, принадлежат диплодоцидам, а не крупным аллозавридам. Поскольку черепная коробка голотипа очень фрагментарна, исследователи не могли с уверенностью отнести её к тероподам или завроподам. По итогам работы авторы пришли к выводу, что Saurophaganax maximus является nomen dubium.

### Образцы аллозаврид, отнесённые к роду

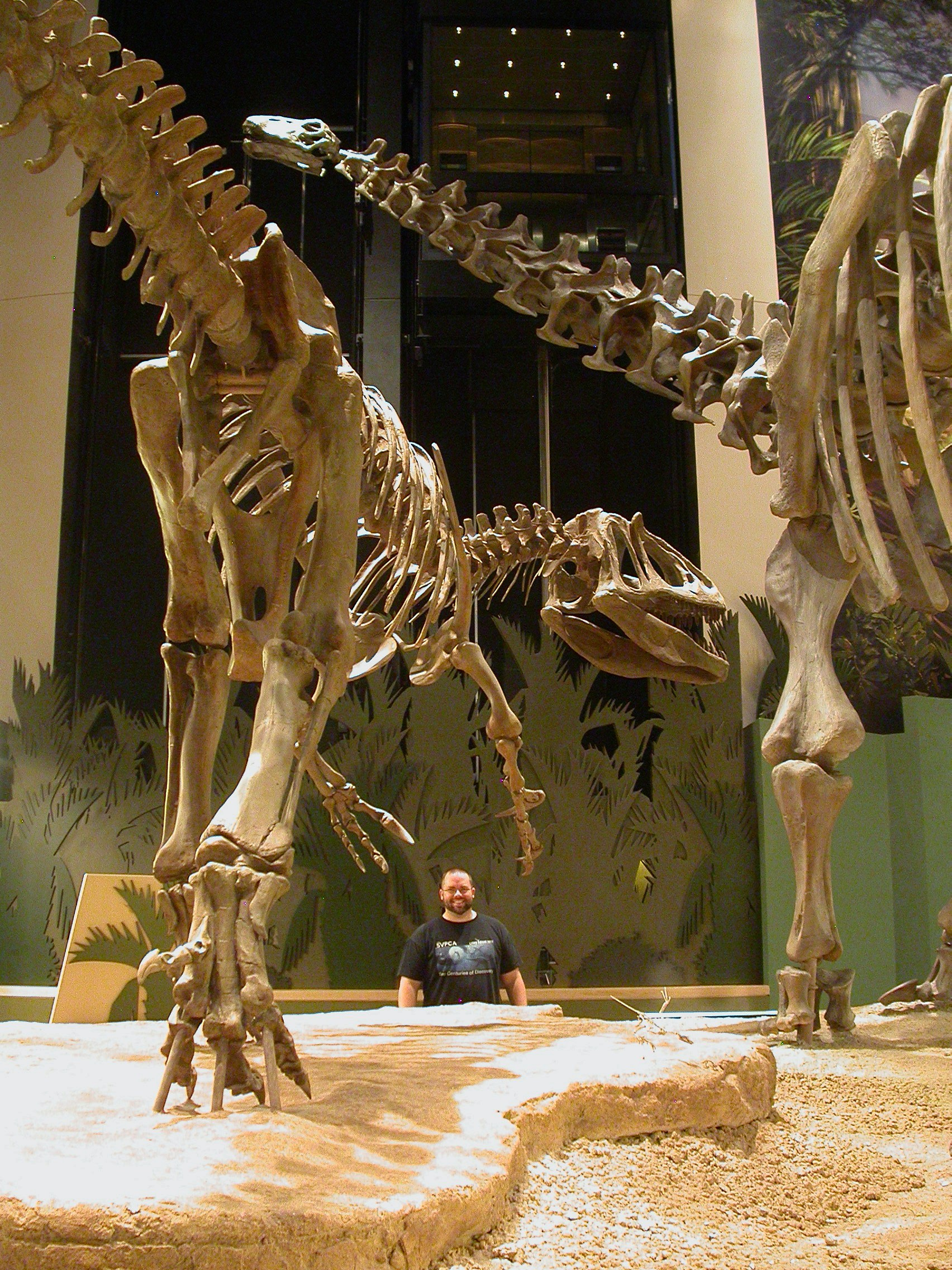
Реконструкция Saurophaganax в виде подобного аллозавру хищного динозавра, атакующего апатозавра

Статус частей скелетов аллозаврид, относимых к Saurophaganax, исторически был предметом споров. Помимо выделения их в отдельный род (собственно, Saurophaganax), они рассматривались как принадлежавшие виду аллозавра («Allosaurus maximus»). В обзоре базальных тетанур в 2004 году и комплексом анализе тетанур 2012 года Saurophaganax рассматривался как валидный род в пределах семейства аллозаврид. Кроме того, к роду приписывались материалы из Нью-Мексико. В 2019 году Раухут и его коллеги отметили, что окончательное таксономическое размещение Saurophaganax в составе Allosauroidea спорно, и остатки теропод, относимые к таксону, могут быть рассмотрены как  сестринский таксон по отношению к Metriacanthosauridae или Allosauria, или даже как наиболее базальный кархародонтозаврид. 
Авторы пересмотра рода, проведённого в 2024 году, рассматривали остатки аллозаврид, ранее относимые к нему, как принадлежавшие новому виду аллозавров, названному «Allosaurus anax».

## Палеоэкология

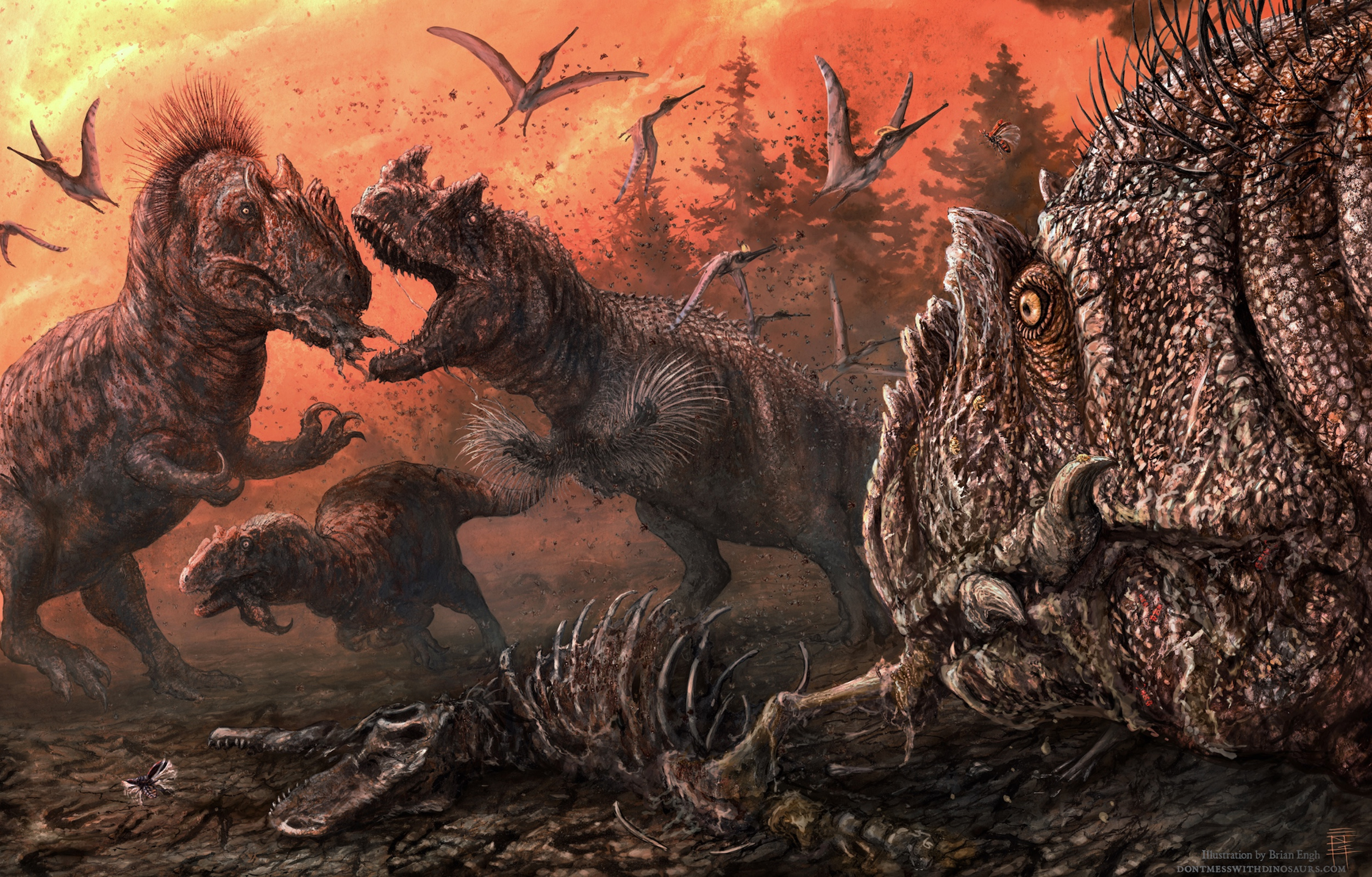
Dry season at the Mygatt-Moore Quarry

Формация Моррисон представляет собой последовательность мелководных морских и аллювиальных отложений, возраст которых, согласно радиоизотопному датированию, составляет от 156,3 млн лет в подошве до 146,8 млн лет в верхней части (поздний оксфордский, киммериджский и ранний титонский этапы позднего юрского периода). Эта формация образовывалась в условиях полузасушливой среды с ярко выраженной сезонностью климата.
Среди остатков фауны представлны многочисленные динозавры, включая гигантских завропод барозавра, апатозавра, бронтозавра, камаразавра, диплодока и брахиозавра, птицетазовых камптозавра, дриозавра, стегозавра и Nanosaurus и теропод торвозавр, цератозавр, маршозавр, стоксозавр, орнитолестес и аллозавр, являвшийся наиболее распространённым хищником экосистемы, занимавшим позицию сверххищника. Другие позвоночные, обитавшие в этой среде, включают лучеперых рыб, лягушек (Eobatrachus), саламандр, черепах, клювоголовых, ящериц, наземных и водных крокодиломорфов (например, Goniopholis), и нескольких видов птерозавров, таких как Kepodactylus. В этом регионе обитали ранние млекопитающие, такие как Fruitafossor, докодонты, многобугорчатые, симметродонты и триконодонты. Флора того периода представлена окаменелостями зелёных водорослей, мхов, хвощей, саговников, гинкго и нескольких семейств хвойных. Растительность варьировалась от прибрежных лесов из древовидных папоротников (галерейные леса) до папоротниковых саванн с редкими деревьями, такими хвойный Brachyphyllum.